# (2212) Hefesto
(2212) Hefesto es un asteroide que forma parte de los asteroides Apolo y fue descubierto el 27 de septiembre de 1978 por Liudmila Ivánovna Chernyj desde el Observatorio Astrofísico de Crimea, en Naúchni.

## Designación y nombre
Hefesto recibió inicialmente la designación de 1978 SB.
Más tarde, en 1981, se nombró por Hefesto, un dios de la mitología griega.

## Características orbitales
Hefesto orbita a una distancia media del Sol de 2,159 ua, pudiendo alejarse hasta 3,967 ua y acercarse hasta 0,351 ua. Su excentricidad es 0,8374 y la inclinación orbital 11,56 grados. Emplea en completar una órbita alrededor del Sol 1159 días.
Hefesto es un asteroide cercano a la Tierra.

## Características físicas
La magnitud absoluta de Hefesto es 13,87. Tiene un diámetro de 5,7 km y un periodo de rotación de 20 horas. Está asignado al tipo espectral SG de la clasificación Tholen.